# أبومحلة (دابوي الجنوبي)
أبومحلة (بالفارسية: ابومحله) هي قرية تقع في إيران في قسم دابوي الجنوبی الريفي. يقدر عدد سكانها بـ 227 نسمة بحسب إحصاء 2016.